# オリーブの林をぬけて
『オリーブの林をぬけて』（オリーブのはやしをぬけて、ペルシア語: زیر درختان زیتون Zīr-e Derakhtān-e Zeytūn、英語: Through the Olive Trees）は、1994年のイラン映画。アッバス・キアロスタミ監督・製作・脚本による。

## ストーリー
ホセイン・レザイは地元の石工から俳優に転向した。彼が演じている映画のセットの外で、彼は地震で孤児になったタヘレという名前の少女にプロポーズをする。彼は貧しくて読み書きができないので、少女の家族は彼の申し出を侮辱していると感じている。その結果、少女はプロポーズを断る。彼女は、映画での自分の役割と実際の自分との違いを理解するのに苦労しているようで、彼らが撮影しているときでも彼を避け続けている。架空のカップルは、『命、ただそれだけ』と言う名前の映画の撮影に参加する。
撮影の間、ホセインはまだ若い女優の愛情を追求しているので、状況はさらに複雑になる。監督はこれを知り、ホセインに何をすべきかアドバイスしようとする。次に、彼は彼らの話と紛争がどこから始まったかを説明する。ホセインが彼女に懇願している間に、女の子はなんとかシーンを終えることができ、ホセインが彼女を追いかけるために走っているところを歩いて出発する。
遠く離れた最後のシーンで、女の子はついにホセインに答え、私たちは緑の野原を駆け抜けて彼をオリーブの木立に戻す。聴衆は女の子がどのように反応したのか疑問に思うのだった。

## 三部作
『オリーブの林をぬけて』はのコケール・トリロジー（ジグザグ道三部作）の最後の第3作であり、プロットは2番目の『そして人生はつづく』の制作を中心に展開しています。『そして人生はつづく』、それ自体が最初の映画の再訪でした『友だちのうちどこにありますか？』 キアロスタミの作品の多くと同様に、『オリーブの林をぬけて』は自然主義的な方法で撮影されています。 芸術と生活のつながりについての複雑な研究であるその物語は、しばしばフィクションと現実の境界を曖昧にします。 それ以来、多くの人がこの映画を傑作と宣言しています。